# Message from Yard
A Message From Yard egy 1990-es Lee Perry album.

## Számok
1. Death To Anyone Who Fight (Perry In Space)
2. I Want A Meekie Girl
3. One God In Space
4. Rasta Emotions
5. Come By Me
6. The Joker
7. Money Me A Deal With
8. Message From Yard
9. Magic Dreams
10. Free Up The Rasta Man